# Шумило, Сергей Викторович
Серге́й Ви́кторович Шуми́ло (укр. Сергій Вікторович Шумило, 8 июня 1976, Чернигов) — украинский историк, краевед, журналист, общественный-политический и культурный деятель. Заслуженный работник культуры Украины (2020).
Директор Международного института афонского наследия, главный редактор издававшегося в 2015—2017 годах научного альманаха «Афонское наследие», редактор отдела научно-популярного украиноязычного журнала «Памятники Украины: история и культура». Член редакционного совета всеукраинского научного журнала «Сиверянская летопись» и редколлегии научно-популярного украиноязычного журнала «Визвольна боротьба» («Освободительная борьба»). Член Национального союза краеведов Украины (НСКУ), Национального союза журналистов Украины (НСЖУ) и Международной федерации журналистов (IFJ), Украинской ассоциации религиоведов (УАР), Международной ассоциации историков религии (IAHR) и Европейской ассоциации исследователей религии (EASR). Автор десяти книг и более 100 научных публикаций по истории Афона, православного подполья в СССР, истории православия в период Гетманщины, ранней истории православия в Киевской Руси, а также многочисленных публикаций в СМИ по вопросам истории, религии, культуры, политики.

## Биография
В 1989—1991 годы был одним из инициаторов создания и членом альтернативной комсомолу Черниговской краевой организации Союза независимой украинской молодёжи (СНУМ). Принимал участие в молодёжном антисоветском движении и борьбе за независимость Украины. В марте 1990 года стал членом Общества украинского языка имени Шевченко.
С 1994 по 1997 год работал журналистом в общественно-политических газетах «Черниговский полдень» и «Черниговский деловой курьер», начальником отдела рекламы ООО «Северское предприятие».
С 1998 по 2000 год — соучредитель и генеральный директор ООО «Компания „Чернигов-Информ“» (рекламно-издательская деятельность, издание газет «Теледень» и «Славутич»).
В 2000 году во время выборов президента Украины был председателем участковой избирательной комиссии в Чернигове.
С 2000 по 2009 год — председатель правления ОО «Международный центр гуманитарных инициатив и экологических исследований», член общественного совета при Государственном управлении по экологической безопасности в Черниговской области. С 2001 по 2002 год — на должностях в Государственной налоговой администрации в Черниговской области и Государственной налоговой администрации в Киеве, главный редактор областной газеты «Черниговские налоговые новости».
В 2002—2006 годах — депутат Черниговского городского совета. В 2002—2003 годах секретарь комиссии Черниговского городского совета по вопросам коммунальной собственности, развития предпринимательства и регулирования земельных отношений. С 2002 по 2013 годы — начальник пресс-центра Ассоциации украинских банков (АУБ) и председатель клуба банковских PR-специалистов при АУБ.
В 2006 году возглавлял пресс-службу предвыборного штаба народного депутата, Героя Украины Левко Лукьяненко. Был инициатором создания Центра по исследованию истории религии и Церкви при Черниговском национальном педагогическом университете имени Т. Г. Шевченко.
Под влиянием греческого профессора Антония Тахиаоса начал заниматься научно-исследовательской деятельностью в архивах Афона. В 2013 году в Киеве вместе с Тахиаосом основал «Международный институт афонского наследия», где Тахиасос занял должность почётного председателя и оставался в этом качестве до своей кончины 10 апреля 2018 года.
С 2014 по 2015 год — представитель Гуверовского института Станфордского университета (США) в Украине.
9 ноября 2020 года указом президента Украины Владимира Зеленского «О награждении государственными наградами Украины по случаю Всеукраинского дня работников культуры» за значительный личный вклад в развитие национальной культуры и искусства, весомые творческие достижения и высокое профессиональное мастерство удостоен звания «Заслуженный работник культуры Украины».
25 февраля 2021 года на заседании диссертационного совета в Национальной академии руководящих кадров культуры и искусств защитил диссертации на соискание ученой степени кандидата исторических наук на тему: «Развитие украинско-афонских духовно-культурных связей в XVII — первой трети XIX вв.» (специальность 26.00.01 — теория и история культуры (исторические науки))

## Исследовательская деятельность

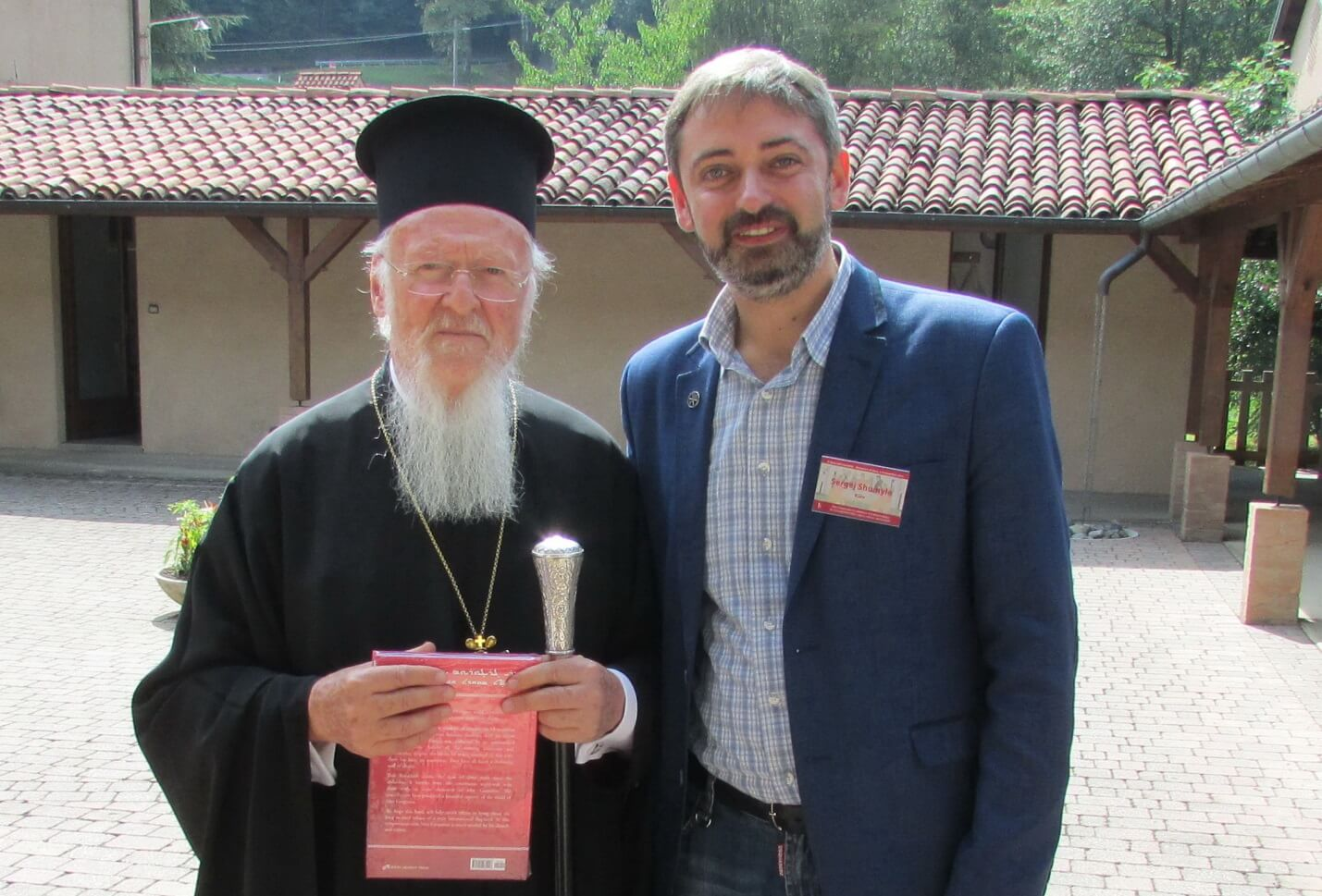
Вселенский патриарх Варфоломей I Константинопольский и Сергей Шумило в 2017 году

Вместе со старшим братом Виталием занимался сбором и публикации материалов об истории РПЦЗ в СССР.
Длительное время занимается популяризацией духовно-культурного наследия Украины на Афоне и в Греции, исследует историко-культурные связи Украины и Святой Горы Афон, влияния афонского наследия на украинскую духовную культуру и традицию. Изучал архивные фонды афонских монастырей, Священного кинота Афона (Афон, Греция), Патриаршего архива Константинопольского патриархата в Фанаре (Стамбул, Турция), документы исторических архивов Украины и других стран. Осуществлял исследовательско-поисковую историко-археографическую деятельность, нашёл документы и материальные остатки затерянного старинного украинского «казацкого» скита «Чёрный Выр» на Афоне, основанный казаками на Афоне в 1747 году. По результатам находок и открытий изданы отдельные книги. Обнаружил в архивах и опубликовал малоизвестные письма преподобного Паисия Величковского к последнему кошевому атаману Запорожской Сечи Петру Калнышевскому и киевского митрополита Арсения (Могилянского) (изданы отдельными монографиями). Обнаружил в архивах Афона и впервые издал документы о благотворительной (ктиторской) деятельности по отношению к афонским монастырям известных украинских казацко-шляхетских родов XVII—XVIII веков: Ивана Самойловича, Ивана Мазепы, Даниила Апостола, Ивана Скоропадского и других. Создал на основе архивных источников жизнеописание украинского писателя-полемиста и афонского старца Иоанна Вышенского, на основании которого Синод Украинской православной церкви в 2016 года канонизировал его в лике святых. Издал другие исследования, книги, публикации и материалы об исторических и духовно-культурных связях Украины и Афона.
Организатор более 20 международных научных конференций, посвящённых духовно-культурному наследию Святой горы Афон и истории Церкви на Украине (в том числе при поддержке ЮНЕСКО, Кестонского института в Оксфорде (Великобритания) и Всемирного совета церквей (Женева, Швейцария)). Долгое время занимался научно-исследовательской деятельностью в Греции, Италии, провёл персональные лекции, выставки и презентации об украинском наследии Афона в разных странах Европы (Афины, Лондон, Оксфорд, Кембридж, Рим, Венеция, Милан, Неаполь, Париж, Страсбург, Женева, Брюссель, Варшава, Прага, Яссы и др.).

## Религиозно-общественная и духовно-просветительская деятельность
В ноябре 2021 года Сергей Шумило участвовал в научной онлайн-конференции РПЦЗ (Московского Патриархата) в Белграде «Связь времен: итоги и перспективы. К столетию Русской Зарубежной Церкви».. Был заявлен там в качестве представителя от УПЦ-МП, наряду с Владимиром Бурегой и Юрием Данильцом.
С 2022 года Шумило дистанцировался от Московского Патриархата. Начиная с 2022 года, Шумило последовательно осуждает Московский Патриархат за поддержку военных действий России на территории Украины. Заявляет о фальсификации пророчеств от имени преподобного Лаврентия Черниговского, и о вероятной причастности к данным фальшивкам бывшего епископа ИПЦ-секачёвцев (серафимо-геннадьевской ветви катакомбного православия) Херувима Дегтяря, умершего в 2024 году в Чернигове.
Об этом он написал статью для журнала «Северянская летопись». (Шумило С. Фальшиві «пророцтва» чернігівського «архиєпископа» Херувима Дегтяря як підґрунтя войовничих містифікацій московського патріарха Кіріла // Сіверянський літопис. 2022. № 5-6. С. 157—166). Похожая по содержанию статья опубликована и на сайте украинской редакции радио «Свобода». Их авторство, по некоторым данным, может принадлежать деятелю неканонического православия самозванному схиархиепископу Херувиму (Дегтярю), соавтору и фактическому составителю первого жизнеописания старца, однако там содержатся свидетельства не от имени самого Херувима, а говорится со ссылкой на пересказы пророчеств Лаврентия устами других черниговских монахов, без указания их мирских имён и фамилий.
Шумило в 2024 году в очередной раз осудил и Херувима (Дегтяря), требуя суда украинских правоохранительных структур над ним, в статье: «Православний шахідизм» та неоязичницька теологія війни московського патріарха Кирила. «Херувімівська єресь»: історія".
Также Шумило осудил идею «русского мира», как нехристианскую и еретическую (Шумило С. Ідея «русского міра» як теологія війни московського патріарха Кіріла: до постановки проблеми // Сіверянський літопис. — 2022. — № 4. — С. 126—134). В 2024 году Шумило заявил о еретическом характере деятельности самого патриарха Кирилла (Шумило С. «Звичайний фашизм», або «Русскій мір» московського патріарха Кіріла як апологія антихристиянства, ксенофобії та насильства // Сіверянський літопис. — 2024. — № 2. — С. 148—160).
Также, вслед за Сергеем Шумило, его брат Виталий Шумило заявил о фальсификации пророчеств от имени преподобного Лаврентия Черниговского (Шуміло В. «Русского царя будет бояться сам антихрист…»: «пророцтва» преподобного Лаврентія Чернігівського, яких він ніколи не промовляв // Сіверянський літопис. 2024. № 2. С. 133—147).
В 2022—2024 годах Сергей Шумило опубликовал также ряд других исторических и публицистических статей против Московского Патриархата.
В 2022 году Сергей Шумило и его брат Виталий Шумило покинули территорию Украины. В настоящее время Сергей Шумило координирует неофициальный филиал «Научно-исследовательского института украиноведения» в городе Эксетер (Великобритания). Брат последнего — Виталий Шумило возглавляет такой же филиал в городе Сиена (Италия).

## Публикации
- Советский режим и церковь. — СПб., 2006. — 136 с.
- Князь Оскольд и христианизация Руси. — Киев: Дух и литера, 2010. — 120 с. — ISBN 978-966-378-155-6
- В катакомбах. Православное подполье в СССР: конспект по истории Истинно-Православной Церкви в СССР. — Луцк : Терен, 2011. — 269 с. — ISBN 978-966-2276-52-7
- Схиепископ Петр (Ладыгин): непоколебимый столп Церкви (1866—1957 гг.) / Публ., подг. текста, вступ. ст., сост., коммент. С. В. Шумило, В. В. Шумило. — Глазов, 2013. — 108 с. — ISBN 978-5-905538-16-2
- «Духовное Запорожье» на Афоне. Малоизвестный казачий скит «Черный Выр» на Святой Горе. — Киев: Издательский отдел УПЦ, 2015. — 116 с. — ISBN 978-966-2371-34-5
- Преподобный Паисий Величковский и Запорожская Сечь. Малоизвестные письма прп. Паисия Величковского к Кошевому атаману Войска Запорожского Петру Калнышевскому. Киев — Серпухов: Международный институт афонского наследия в Украине; «Наследие Православного Востока», 2015. — 128 с. — ISBN 978-5-9905423-3-4
- Старец Иоанн Вишенский: афонский подвижник и православный писатель-полемист. Материалы к жизнеописанию «блаженной памяти великого старца Иоанна Вишенского Святогорца» — Киев: Издательский отдел УПЦ, 2016. — 208 с. — ISBN 978-966-2371-40-6
- Преподобний Паїсій Величковський. «Повість про святий собор» та маловідомі листи / Упоряд. та коментарі С. В. Шумила. — Київ: Видавничий відділ УПЦ, 2016. — 207 с. — ISBN 978-966-2371-39-0
- Старец Аникита: духовный путь святости. Материалы к жизнеописанию с приложением сочинений иеросхимонаха Аникиты (князя Ширинского-Шихматова) / Приложения, ред. и комментарии Забелин К. В. — Смоленск, 2018. — 276 с. — ISBN 978-5-98156-814-5
  - Старец Аникита: духовный путь святости. Материалы к жизнеописанию с приложением сочинений иеросхимонаха Аникиты (князя Ширинского-Шихматова) / 2-е издание. — Киев-Одесса: Афонское наследие, 2019. — 328 с. — ISBN 978-966-139-103-0
- Афонский старец из Закарпатья. Иеросхимонах Аввакум (Вакаров) и его время: 1899—1972. — Киев: Международный институт афонского наследия, 2019. — 336 с. — ISBN 978-966-139-107-8 (соавторы: М. В. Шкаровский, Ю. В. Данилец, П. И. Гайденко)
- Церква мучеників: гоніння на віру та Церкву у ХХ столітті : матеріали Міжнар. наук. конф. (К., 6-7 лютого 2020 р.) / упоряд. С. В. Шумило. — К.: Видавничий відділ УПЦ, 2020. — 616 с.
- Elder Avvakum of Mount Athos. The Life of Athonite Hieroschemamonk Avvakum (Vakarov), 1899—1972. — Oxford/Kyiv: The Friends of Mount Athos, International Institute of the Athonite Legacy, 2021. — 108 pp., illustrated. — ISBN 978-966-139-126-9.

- Умереть за Христа. Новомученики земли Черниговской // Троїцький вісник. Видання Чернігівської єпархії УПЦ. — 1997. — № 1-2 (32-33). — С. 3-4
- Київська місія апостолів слов’ян: Перше хрещення Руси-України та вплив на подальшу долю Східної Європи // Сіверянський літопис: Всеукраїнський науковий журнал. — 2005. — № 1. — С. 10-30.
- Миссия святых Кирилла и Мефодия и перове Оскольдово крещение Руси // Вера и жизнь: православній журнал. 2009. — № 1-2 (14-15). — С. 72-98; 2010. — № 1-2 (16-17). — С. 72-92.
- Оскольдова могила — древнейший памятник Киевской Руси // Християнізаційні впливи в Київській Русі за часів князя Оскольда: 1150 років. Матеріали міжнародної наукової конференції. — Чернігів-Луцьк, 2011. — С. 205—224.
- Поход 860 года на Константинополь и начало христианизации Руси при князе Оскольде: 1150 лет // Труды первой международной конференции «Начала русского мира», состоявшейся 28 — 30 октября 2010 года. — СПб: Блиц, 2011. — С. 33-46;
- Церковно-історична пам’ять про перше Оскольдове хрещення Русі в ІХ ст. // Наукові читання, присвячені 1150-й річниці з Дня укладання мирної угоди між Візантійською імперією та Київською Руссю. Ужгород: Карпатський університет ім. Августина Волошина, 2011. — С. 71-105.
- Початок християнізації на Русі за часів князя Оскольда // Християнізаційні впливи в Київській Русі за часів князя Оскольда: 1150 років. Матеріали міжнародної наукової конференції. — Чернігів-Луцьк, 2011. — С. 58-73;
- Миссия святых Кирилла и Мефодия и христианизация Руси в IX в.: 1150 лет // Странникъ: Историко-литературный журнал. 2013. — № 1 (7). — С. 38-54.
- Князь Оскольд і християнізаційні впливи на Русі // 1150-річчя заснування української Православної Церкви: духовно-історичні передумови та цивілізаційна спадщина: Колективна монографія. Ужгород: Патент, 2013. — С. 99-120.
- Уявлення про Київ як «другий Єрусалим» в церковно-суспільній думці Русі-України // Із Києва по всій Русі. Збірник матеріалів всеукраїнської наукової конференції, присвяченої 1025-літтю Хрещення Київської Русі, 15 травня 2013 р. — К., 2013. — С. 196—227.
- Православна духовність та релігійні традиції Запорозького козацтва // Православ’я в Україні: Збірник матеріалів наукової конференції. Ч. 2. — Київ, 2013. — С. 350—385.
- «Посилати русинів, схильних до благочестя, на Афон»: Роль Святої Гори в історії культури і духовності України // День. Щоденна всеукраїнська газета. 2014. — № 164—165 (4287-4288). 5-6 вересня. — С. 13.
- Влияние Святой Горы Афон на духовную, культурную и политическую жизнь Украины XVIII в. // Афон и славянский мир. Сб. 1. Материалы междунар. науч. конф., посв. 1000-летию присутствия руських монахов на Святой Горе. Белград, 16-18 мая 2013 г. Свято-Пантелеимонов монастырь на Афоне, 2014. — С. 113—130.
- Місіонерська подорож Апостола Андрія Первозванного теренами сучасної України // Південь України: етноісторичний, мовний, культурний та релігійний виміри: збірник наукових праць V Міжнародної наукової конференції (24-25 квітня 2015 р., Одеса). — Одеса: Одеський національний університет, 2015. — С. 421—432.
- Преподобный Паисий Величковский и последний Кошевой атаман Запорожской Сечи Петр Калнышевский: малоизвестные письма // Афонское наследие: научный альманах. Вып. 1-2. Киев — Чернигов: Издание Международного института афонского наследия в Украине, 2015. — С. 336—365.
  - Прп. Паисий Величковский и последний Кошевой атаман Запорожской Сечи П. Калнышевский: малоизвестные письма // Orientalia Christiana Cracoviensia: czasopismo naukowe, Uniwersytet Papieski Jana Pawła II w Krakowie. — № 7 (2015). — S. 27-57.
- Основатель Киево-Братской школы митрополит Исаия (Копинский) и его участие в возрождении православия в Украине // Труды Киевской духовной академии. — № 23. Киев, 2015. — С. 135—147.
- Архиепископ-мученик Дамаскин (Малюта) — афонский монах, наместник Почаевской Лавры и глава автономной Украинской Православной Церкви // Труды Киевской духовной академии. — № 22. Киев, 2015. — С. 238—257.
- Запорожская Сечь и Афон: к истории казачьего скита «Черный Выр» на Святой Горе // Афонское наследие: научный альманах. Вып. 1-2. Киев — Чернигов: Издание Международного института афонского наследия в Украине, 2015. — С. 78-120.
- Роль миссии свв. Кирилла и Мефодия в начальной христианизции Руси в IX в.: 1155 лет // Средневековая письменность и книжность XVI—XVII вв. Источниковедение. Сборник материалов VII международной научно-практической конференции «Зубовские чтения», 7-8 декабря 2015 г., г. Александров. — Т. 2. Владимир: «Транзит-ИКС», 2016. — С. 221—234.
- До питання просвітницької місії святих Кирила і Мефодія, винайдення слов’янської писемності і початкової християнізації Русі в IX ст. // Сiверянський лiтопис: Всеукраїнський науковий журнал. 2016, січень-лютий. — № 1 (127). — С. 3-18.
- Святогорский след в судьбе волынского православного монаха и Великого князя Литовского Войшелка (1223—1267) // Труды Киевской духовной академии. — № 24. Киев, 2016. — С. 236—243.
- Афониты в борьбе за православне в Украине // Русская история: исторический журнал. 2016. — № 1-2 (36-37). — С. 26-32.
- Прп. Иоанн Вишенский Святогорец и его связи с Волынью и Галицией // Історія та сучасність Православ’я на Волині: матеріали VІI науково-практичної конференції (Луцьк, 8 листопада 2016 р.). — Волинська єпархія УПЦ, Волинська духовна семінарія, Видавничий відділ Волинської єпархії. — Луцьк, 2016. — С. 42-53.
- Преподобный Иоанн Вишенский Святогорец и монастырская реформа в Украине в XVII в. // Труды Киевской духовной академии. — № 25. Киев, 2016. — С. 33—44.
- Старец Иоанн Вишенский и древнерусский монастырь на Афоне // Афонское наследие: Научный альманах («The Athonite Heritage», a Scholar’s Anthology). Вып. 3 — 4. Киев — Чернигов: Издание Международного института афонского наследия в Украине, 2016. — С. 68—82.
- Малоизвестные факты биографии прп. Паисия Величковского во время пребывания его на Афоне (по архивным источникам) // Афонское наследие: научный альманах. Вып. 3-4. Киев — Чернигов: Издание Международного института афонского наследия в Украине, 2016. — С. 175—185.
- Автобіографія та листи прп. Паїсія. Наукова розвідка // Преподобний Паїсій Величковський. «Повість про святий собор» та маловідомі листи / Упоряд. та коментарі Шумила С. В. — К.: Видавничий відділ УПЦ, 2016. — С. 9-64.
- Найперше іконографічне зображення прп. Паїсія Величковського // Преподобний Паїсій Величковський. «Повість про святий собор» та маловідомі листи / Упоряд. та коментарі Шумила С. В. Київ: Видавничий відділ УПЦ, 2016. — С. 39—41
- Новые архивные документы, подтверждающие настоятельство прп. Паисия Величковского в келье св. Константина и монастыре Симонопетра на Афоне // Обсерватория культуры: научный журнал Российской государственной библиотеки (РГБ). — М., 2016. — Т. 13, № 3. — С. 377—383;
- Прп. Паисий Величковский и попытка воссоздания Русика в монастыре Симонопетра: неизвестные письма с Афона // Русь — Святая Гора Афон: Тысяча лет духовного и культурного единства. Материалы Международной научной конференции в рамках юбилейных торжеств, приуроченных к празднованию 1000-летия присутствия русского монашества на Афоне, 21 — 23 сентября 2016 г. — М., 2017. — С. 318—338.
- Афонский скит «Черный Выр» и попытки воссоздания нового Русика в XVIII в. на Святой Горе // Афон и славянский мир. Сб. 3. Материалы междунар. науч. конф., посв. 1000-летию присутствия рус. монахов на Святой Горе (21-23 мая 2015 г.). — Афон: Пантелеимонов монастырь, 2016. — С. 214—246.
- Нове джерело до біографії І. Мазепи та історії зв’язків української козацької старшини з центром православного чернецтва на Афоні // Сiверянський лiтопис: Всеукраїнський науковий журнал. 2016, листопад-грудень. — № 6 (132). — С. 73-84.
- От Афона до застенков НКВД: крестный путь архиепископа Дамаскина (Малюты, 1883—1946) // Вестник ПСТГУ. Серия II: История. История Русской Православной Церкви. 2017. — Вып. 76. — С. 89-106.
- Афонський старець Іоан Вишенський // Церковний календар Перемисько-Горлицької єпархії Польської Православної Церкви. — Przemysl: Diecezja Przemysko-Gorlicka, 2017. — С. 139—156.
- Неизвестное письмо прп. Паисия Величковского за 1763 г. и другие документы, касающиеся его игуменства в монастыре Симонопетра // Афонское наследие: научный альманах. Вып. 5-6. — Киев — Чернигов: Издание Международного института афонского наследия, 2017. — С. 231—255. — ISBN 978-966-139-087-3
- До історії ігуменства прп. Паїсія Величковського в монастирі Симонопетра на Афоні за невідомими раніше архівними документами XVIII ст. // Сiверянський лiтопис: Всеукраїнський науковий журнал. 2017, січень-квітень. — № 1-2 (133—134). — C. 79-93.
- Новоафонские новомученики на Северном Кавказе: путь исповедничества и мученичества в годы советских богоборческих гонений в XX веке // Труды Киевской духовной академии. — № 26. Киев, 2017. — С. 109—122.
- Козацький скит «Чорний Вир» на Афоні у XVIII ст. за маловідомими архівними джерелами // Церква — Наука — Суспільство: питання взаємодії. Матеріали 15-ї міжнародної наукової конференції (29 травня — 3 червня 2017 р.). — К.: Національний Києво-Печерський історико-культурний заповідник, 2017. — С. 69—77.
- До питання локалізації місця перебування прп. Антонія Печерського на Афоні // Церква — Наука — Суспільство: питання взаємодії. Матеріали 15-ї міжнародної наукової конференції (29 травня — 3 червня 2017 р.). — К.: Національний Києво-Печерський історико-культурний заповідник, 2017. — С. 62—69.
- Перший давньоруський монастир на Афоні та його зв’язки з Київською Руссю: 1000 років // Афонское наследие: научный альманах. Вып. 5-6. Киев — Чернигов: Издание Международного института афонского наследия, 2017. — С. 46-82. — ISBN 978-966-139-087-3
- Тризуб з хрестом: 100 років боротьби за право на існування // Сіверянський літопис: Всеукраїнський науковий журнал. 2018, вересень-жовтень. — № 5 (143). — С. 148—161.
- Український козацький скит Чорний Вир XVIII століття за маловідомими й архівними джерелами // Визвольна боротьба: науково-популярний журнал. — № 1-3, 2018. — С. 202—223.
- Культурно-просвітницька діяльність давньоруського монастиря на Афоні та його зв’язки з Київською Руссю // Церква — Наука — Суспільство: питання взаємодії. Матеріали 16-ї міжнародної наукової конференції (29 травня — 2 червня 2018 р.). — К.: Національний Києво-Печерський історико-культурний заповідник, 2018. — С. 25—31.
- Духовно-литературное наследие афонского старца Иоанна Вишенского / Spiritual and literal heritage of the Mount Athos elder Ivan Vishenski // Rocznik Teologiczny. Chrześcijańska Akademia Teologiczna w Warszawie. LX — z. 1, 2018. — S. 111—135.
- The First Russian Monks on Mount Athos // Mount Athos and Russia: 1016—2016 / N. Fennel, G. Speake (eds.). Oxford, 2018. — P. 23-44. — ISBN 978-1-78707-880-2
- Руська Успенська лавра на Афоні та Антоній Печерський // Український історичний журнал / НАНУ, Ін-т історії України. — 2018. — № 5. — C. 4-20.
- Православная Церковь в период первосвятительства Патриарха Тихона и большевистские гонения: 1917—1925 гг. // Священномученик Володимир (Богоявленський) і початок гонінь на Православну Церкву в XX столітті. Матеріали Міжнародної наукової конференції (7-8 лютого 2018 р.) / Ред. та упоряд. — С. В. Шумило / Свята Успенська Києво-Печерська Лавра, Національний Києво-Печерський історико-культурний заповідник, Київська духовна академія і семінарія, Міжнародний інститут афонської спадщини — К., 2019. — С. 275—300.
- «Красный террор» в Киеве и убийство митрополита Владимира (Богоявленского) (по материалам Следственного отдела Комиссариата публичного обвинения РСФСР по делу М. А. Муравьева за 1918 год) // Священномученик Володимир (Богоявленський) і початок гонінь на Православну Церкву в XX столітті. Матеріали Міжнародної наукової конференції (7-8 лютого 2018 р.) / Ред. та упоряд. — С. В. Шумило / Свята Успенська Києво-Печерська Лавра, Національний Києво-Печерський історико-культурний заповідник, Київська духовна академія і семінарія, Міжнародний інститут афонської спадщини — К., 2019. — С. 88—105.
- «Це був справжній геноцид, спрямований на планомірне й свідоме винищення християнських народів, віри і Церкви» // Священномученик Володимир (Богоявленський) і початок гонінь на Православну Церкву в XX столітті. Матеріали Міжнародної наукової конференції (7-8 лютого 2018 р.) / Ред. та упоряд. — С. В. Шумило / Свята Успенська Києво-Печерська Лавра, Національний Києво-Печерський історико-культурний заповідник, Київська духовна академія і семінарія, Міжнародний інститут афонської спадщини — К., 2019. — С. 41—42.
- Канонизированный при жизни… Исповедническое служение протоиерея Александра Макова (1881—1985) на Кубани и в Чернигове // Вестник ПСТГУ. Серия II: История. История Русской Православной Церкви. 2019. — Вып. 90. — С. 79-114.
- «Сіверський архієпископ» та опальний митрополит Ісайя (Копинський) як натхненник козацьких повстань та чернечого відродження в Україні в XVІI ст. // Сiверянський лiтопис: Всеукраїнський науковий журнал. 2019, січень-квітень. — № 1-2. — С. 58-69.
- Иеросхимонах Аввакум (Вакаров) и его деятельность как антипросопа при Священном Киноте Афона // Наукові записки Богословсько-історичного науково-дослідного центру імені архімандрита Василія (Проніна). — 2019. — № 6. — С. 669—691. ISSN 26171317
- Репрессии против афонских монахов на Северном Кавказе в 1920—1930-е гг. // Священномученик Володимир (Богоявленський) і початок гонінь на Православну Церкву в XX столітті. Матеріали Міжнародної наукової конференції (7-8 лютого 2018 р.) / Ред. та упоряд. — С. В. Шумило / Свята Успенська Києво-Печерська Лавра, Національний Києво-Печерський історико-культурний заповідник, Київська духовна академія і семінарія, Міжнародний інститут афонської спадщини — К., 2019. — С. 472—491.
- Князь-инок Аникита (Ширинский-Шихматов) и его путешествие по святым местам Ближнего Востока // Orientalia Christiana Cracoviensia: czasopismo naukowe, Uniwersytet Papieski Jana Pawła II w Krakowie. — № 11 (2019).
- Участие в антиунийном сопротивлении в Украине игумена Афонского Пантелеимонова монастыря архимандрита Матфея и его связи с Иоанном Вишенским и Киприаном Острожанином / Participation in the Anti-Union Resistance in Ukraine of the Abbot of the Athos Panteleimon Monastery Archimandrite Matthew and the Aphonites John Vishensky and Kiprian Ostrozhanin // Rocznik Teologiczny. Chrześcijańska Akademia Teologiczna w Warszawie. LXI — z. 4, 2019. — S. 631—649.
- Представники козацько-старшинських родин Чернігово-Сіверщини в афонському Зографському пом’яннику XVII—XVIII ст. // Сiверянський лiтопис: Всеукраїнський науковий журнал. 2019, листопад-грудень. — № 6 (150). — С. 41—63.
- Київ як «ворота» на шляху до Східної Європи: короткий огляд деяких справ про проїзд через місто мандрівних афонських ченців у XVIIІ ст. // Треті києвознавчі читання: історичні та етнокультурні аспекти. Збірник матеріалів міжнародної науково-практичної конференції (27 березня 2020 р.) / Редкол. О. П. Реєнт (голова), І. К. Патриляк та ін. — К.: Фоліант, 2020. — С. 377—388.
- Влияние учения свт. Григория Паламы на наследие украинско-афонского полемиста и старца Иоанна Вишенского // Acta Patristica. Journal Pravoslávna bohoslovecká fakulta Prešovská univerzita v Prešove. Presov, Slovak Republic. 2020. Volume 11, issue 22. — С. 3—23.
- Странничество Паисия Величковского по Украине и Молдо-Валахии в 1740-е годы // Rocznik Teologiczny. Chrześcijańska Akademia Teologiczna w Warszawie. LXII, z. 2/2020.
- Неизвестное письмо иеросхимонаха Антония (Булатовича) на имя императора Николая II как источник к истории скита «Черный Вир» и «имяславских споров» на Афоне // Вестник ПСТГУ. Серия II: История. История Русской Православной Церкви. 2020, июль — август. — № ІІ (95). — С. 94—117.
- Малоизвестные свидетельства о начальном периоде пребывания прп. Паисия Величковского при каливах Пантократорского монастыря на Афоне // Науковий вісник Ужгородського університету. Серія: Історія / М-во освіти і науки України; Держ. вищ. навч. заклад «Ужгород. нац. ун-т», Ф-т історії та міжнародних відносин. Ужгород: Вид-во УжНУ «Говерла», 2020. — Вип. 1 (42). — С. 137—145.
- До питання про походження роду прп. Паїсія Величковського і його зв’язки з Чернігівщиною // Сiверянський лiтопис: Всеукраїнський науковий журнал. 2020, січень-лютий. — № 1 (151). — C. 144—163.
- Печатка «козацького» скиту «Чорний Вир» на Афоні (середина XVIII — початок ХІХ ст.) // Київські історичні студії (Kyiv Historical Studies). Науковий журнал Київського університету імені Бориса Грінченка. 2020, січень-лютий. — № 1 (10). — С. 6—11. (в соавторстве с А. А. Алфёровым)
- Бунчуковий товариш Ніжинського полку Григорій Голуб та заснування ним скиту «Чорний Вир» на Афоні // Сiверянський лiтопис: Всеукраїнський науковий журнал. 2020, березень-квітень. — № 2 (152). — C. 60—80.
- Український осередок на Афоні: скит Чорний Вир та його зв’язки з козацтвом // Український історичний журнал / НАНУ, Ін-т історії України. — 2020. — № 3. — С. 120—134.
- Зв’язки українських земель з Афоном в литовсько-польську добу (XIV—XVI ст.) // Церковно-історичний збірник Волинської духовної семінарії. Випуск 1. Луцьк : Волиньполіграф. 2020. — С. 17—36. 196 с.
- Українська козацька старшина в якості ктиторів та донаторів духовних осередків на Афоні наприк. XVIІ — XVIІI ст. // Україна у глобальному світі. Київ: Видавничий дім «Гельветика», 2020.
- Образование иерархии УАПЦ в 1990 г. и самозванный «епископ» Викентий Чекалин // Церковь и время. — 2020. — № 3. — С. 154—212.
- Самозваный «епископ» Викентий Чекалин и его участие в первых хиротониях УАПЦ в марте 1990 г. // Причины и вызовы текущего кризиса межправославных отношений. — Москва : Изд-во ПСТГУ, 2020. — С. 291—340.
- «Малоросійський» Іллінський скит на Афоні та його зв’язки з українським козацтвом у другій пол. XVIII ст. // Історико-географічні дослідження в Україні: Збірник наукових праць / Національна академія наук України, Інститут історії України. — К.: Ін-т історії України НАН України, 2021. ‒ Вип. 15. — С. 115—132.
- «…де Хмельниченок лежить» (До питання останніх років життя та місця поховання Ю. Хмельницького) // Український історичний журнал. 2022, травень-червень. Ч. 3 (564). — С. 142—157. (соавтор: В. В. Ластовский)
- Листи з афонського Ватопедського монастиря на Січ до П. Калнишевського та І. Глоби (1767—1768 рр.) (вступна стаття й публікація С.Шумила). // Український історичний журнал. 2022. — № 1. — C. 180—189.

- Старець Аліпій та його стояння за істинне православ’я (1881—1943 рр.) // Всеукраїнська газета «Сіверщина», 30 августа 2008
- Является ли УГКЦ «глобальной»? Современные течения и расколы внутри УГКЦ // religion.in.ua, 6 мая 2011
- ИПЦ ПОСЛЕ СТАЛИНА. Доклад на международной конференции «Церковное подполье в СССР» // portal-credo.ru, 3 февраля 2012
- Окультно-художній образ «графа Дракули» як приклад маніпуляції та викривлення історії // Релігія в Україні, 18.10.2013
- «Мирянське старчество» в духовній традиції українського кобзарства // Релігія в Україні, 05.11.2013
- О «хазарской миссии» и Фотиевом Крещении Руси. К 1155-летию миссионерской деятельности святых Кирилла и Мефодия в Крыму // pravoslavie.ru, 24 мая 2016
- Преподобный Иоанн Вишенский Святогорец и его подвиг стояния за чистоту Православия // pravoslavie.ru, 21 июля 2016
- Равноапостольный князь Владимир и Русский Афон. К вопросу об основании древнерусского монастыря на Афоне во времена св. князя Владимира Киевского // pravoslavie.ru, 28 июля 2016
- Крестный путь старца Иеремии Афонского длиною в столетие // pravoslavie.ru, 4 августа 2016
- Русские старцы-отшельники на афонских Карулях // pravoslavie.ru, 9 октября 2016
- Русские старцы-отшельники на Афоне // pravoslavie.ru, 2 ноября 2016
- Русская афонская обитель Святителя Николая Чудотворца («Белозерка») // pravoslavie.ru, 20 декабря 2016
- «Проводил подрывную деятельность, призывал, чтоб верили в Бога». Памяти протоиерея Иоанна Русановича, замученного в застенках НКВД на Рождество Христово // pravoslavie.ru, 19 января 2018
- «Липківство» як духовна, канонічна та еклезіологічна проблема Українських Церков // Релігія в Україні, 13 декабря 2018
  - Ένα παλαιό πρόβλημα της νέας Εκκλησίας // romfea.gr, 2 июня 2019
  - Старая проблема новой церкви. «Липковство» как духовная, каноническая и экклезиологическая проблема украинских церквей // pravoslavie.ru, 13 июня 2019
- Неизвестные письма свт Иоанна (Максимовича) на Святую Гору Афон // pravoslavie.ru, 4 июля 2019
- Самозваный «епископ» Викентий Чекалин и его участие в первых хиротониях УАПЦ в марте 1990 г. // bogoslov.ru, 16 марта 2020

- «Затерянный мир» Святой Горы. Интервью с Сергеем Шумило // pravlife.org, 26.06.2015
- На Афоне отыскали заброшенный скит, в котором селились украинские казаки, принявшие монашество. Интервью с С. В. Шумило // Факты и комментарии: Всеукраинская ежедневная газета. — № 182 (4400), 6 октября 2015. — С. 6.
- Афон: главные находки и открытия 2015 года. Интервью с С. В. Шумило // Православная жизнь, 16.01.2016
- «Чорний Вир» на Святій Горі. Інтерв’ю з дослідником Афону Сергієм Шумилом // Голос України: Всеукраїнська газета, офіційний друкований орган Верховної Ради України. — № 180 (6184), 29 вересня 2015 р. — С. 1, 10.
  - Казацкий скит «Черный Выр» на Святой Горе Афон // afon.org.ua, 3 декабря 2018
- СНУМ та антикомуністичний молодіжно-опозиційний рух на Чернігівщині в 1989—1991 рр. — з чого все починалося? // Сiверянський лiтопис: Всеукраїнський науковий журнал. 2018, січень-квітень. — № 1-2 (139—140). — C. 246—258.
- «Афон — это место, где сохраняется живая монашеская традиция» // «Пастырь и паства». 2019. — № 1. — С. 48-56.
- «Время золотить не купола, а людские души» // lifegid.media, 12.04.2019